# Rudolphus van Baer
Rudolphus van Baer (Blaarthem, 31 januari 1716 - Eindhoven, 15 oktober 1791) is een voormalig burgemeester van de Nederlandse stad Eindhoven. 
Van Baer werd geboren als zoon van Antonius van Baer en Catharina van der Waerden. 
Hij was van 1749 tot 1750 burgemeester van Eindhoven en de grondlegger van de katoenspinnerij en -weverij en Turkse roodververij Rudolph van Baar & Zonen.
Hij trouwde te Eindhoven op  10 februari 1744 met Anna Maria Zeegers, dochter van burgemeester Arnoldus Zeegers en Diliana Eijmers, geboren te Eindhoven op 27 juli 1724, overleden in Eindhoven op. Zijn zonen Antonius, Jacobus Melchior, Arnoldus, Henricus en Joannes Petrus werden ook burgemeester van Eindhoven.